# Hylocryptus erythrocephalus
Hylocryptus erythrocephalus là một loài chim trong họ Furnariidae.